# Leichtathletik-Weltmeisterschaften 2005/400 m Hürden der Frauen

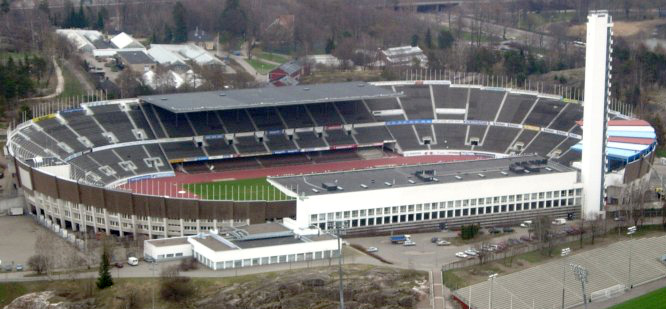
Das Olympiastadion in Helsinki im Mai 2005

Der 400-Meter-Hürdenlauf der Frauen bei den Leichtathletik-Weltmeisterschaften 2005 wurde vom 10. bis 13. August 2005 im Olympiastadion der finnischen Hauptstadt Helsinki ausgetragen.
In diesem Wettbewerb errangen die US-amerikanischen Hürdenläuferinnen mit Silber und Bronze zwei Medaillen. Es siegte die russische Vizeweltmeisterin von 2001, WM-Dritte von 2003 und Weltrekordinhaberin Julija Petschonkina. Sie hatte mit der 4-mal-400-Meter-Staffel ihres Landes außerdem 2003 WM-Silber und 2001 WM-Bronze gewonnen. Am Schlusstag gab es für sie hier noch Staffelgold. Auf den zweiten Platz kam Lashinda Demus. Bronze ging an die Vizeweltmeisterin von 2003 Sandra Glover.

## Bestehende Rekorde
| Weltrekord               | 52,34 s | Julija Petschonkina | Tula, Russland                | 8. August 2003  |
| Weltmeisterschaftsrekord | 52,61 s | Kim Batten          | WM 1995 in Göteborg, Schweden | 11. August 1995 |

Der bestehende WM-Rekord wurde bei diesen Weltmeisterschaften nicht eingestellt und nicht verbessert.
Es gab eine neue Weltjahresbestleistung:

52,90 s – Julija Petschonkina (Russland), Finale am 13. August

### Vorlauf 1
10. August 2005, 13:00 Uhr
| Platz | Name                  | Nation         | Zeit    |
| ----- | --------------------- | -------------- | ------- |
| 1     | Julija Petschonkina   | Russland       | 53,77 s |
| 2     | Małgorzata Pskit      | Polen          | 55,72 s |
| 3     | Hristína Hantzí-Neag  | Griechenland   | 56,15 s |
| 4     | Andrea Blackett       | Barbados       | 56,32 s |
| 5     | Claudia Marx          | Deutschland    | 56,60 s |
| 6     | Nicola Sanders        | Großbritannien | 56,83 s |
| 7     | Noraseela Mohd Khalid | Malaysia       | 57,58 s |

### Vorlauf 2
10. August 2005, 13:08 Uhr
| Platz | Name                 | Nation              | Zeit                                         |
| ----- | -------------------- | ------------------- | -------------------------------------------- |
| 1     | Anna Jesień          | Polen               | 055,79 s                                     |
| 2     | Benedetta Ceccarelli | Italien             | 056,00 s                                     |
| 3     | Louise Gundert       | Schweden            | 056,53 s                                     |
| 4     | Tawa Dortch          | Kanada              | 056,54 s                                     |
| 5     | Shevon Stoddart      | Jamaika             | 056,55 s                                     |
| 6     | Jessica Aguilera     | Nicaragua           | 1:04,43 min                                  |
| DSQ   | Wang Xing            | Volksrepublik China | IAAF Rule 168.7 – Nichtüberquerung der Hürde |

### Vorlauf 3
10. August 2005, 13:16 Uhr
| Platz | Name                | Nation     | Zeit        |
| ----- | ------------------- | ---------- | ----------- |
| 1     | Sandra Glover       | USA        | 055,31 s    |
| 2     | Surita Febbraio     | Südafrika  | 055,89 s    |
| 3     | Marta Chrust-Rożej  | Polen      | 056,35 s    |
| 4     | Zuzana Hejnová      | Tschechien | 056,86 s    |
| 5     | Cora Olivero        | Spanien    | 056,96 s    |
| 6     | Natalya Alimzhanova | Kasachstan | 058,26 s    |
| 7     | Salhate Djamalidine | Komoren    | 1:00,33 min |

### Vorlauf 4
10. August 2005, 13:24 Uhr
| Platz | Name              | Nation              | Zeit    |
| ----- | ----------------- | ------------------- | ------- |
| 1     | Lashinda Demus    | USA                 | 56,63 s |
| 2     | Marjolein de Jong | Niederlande         | 56,95 s |
| 3     | Oksana Gulumjan   | Russland            | 57,21 s |
| 4     | Debbie-Ann Parris | Jamaika             | 58,28 s |
| 5     | Josanne Lucas     | Trinidad und Tobago | 58,99 s |
| 6     | Aïssata Soulama   | Burkina Faso        | 59,28 s |
| 7     | Ilona Punkkinen   | Finnland            | 59,42 s |

### Vorlauf 5

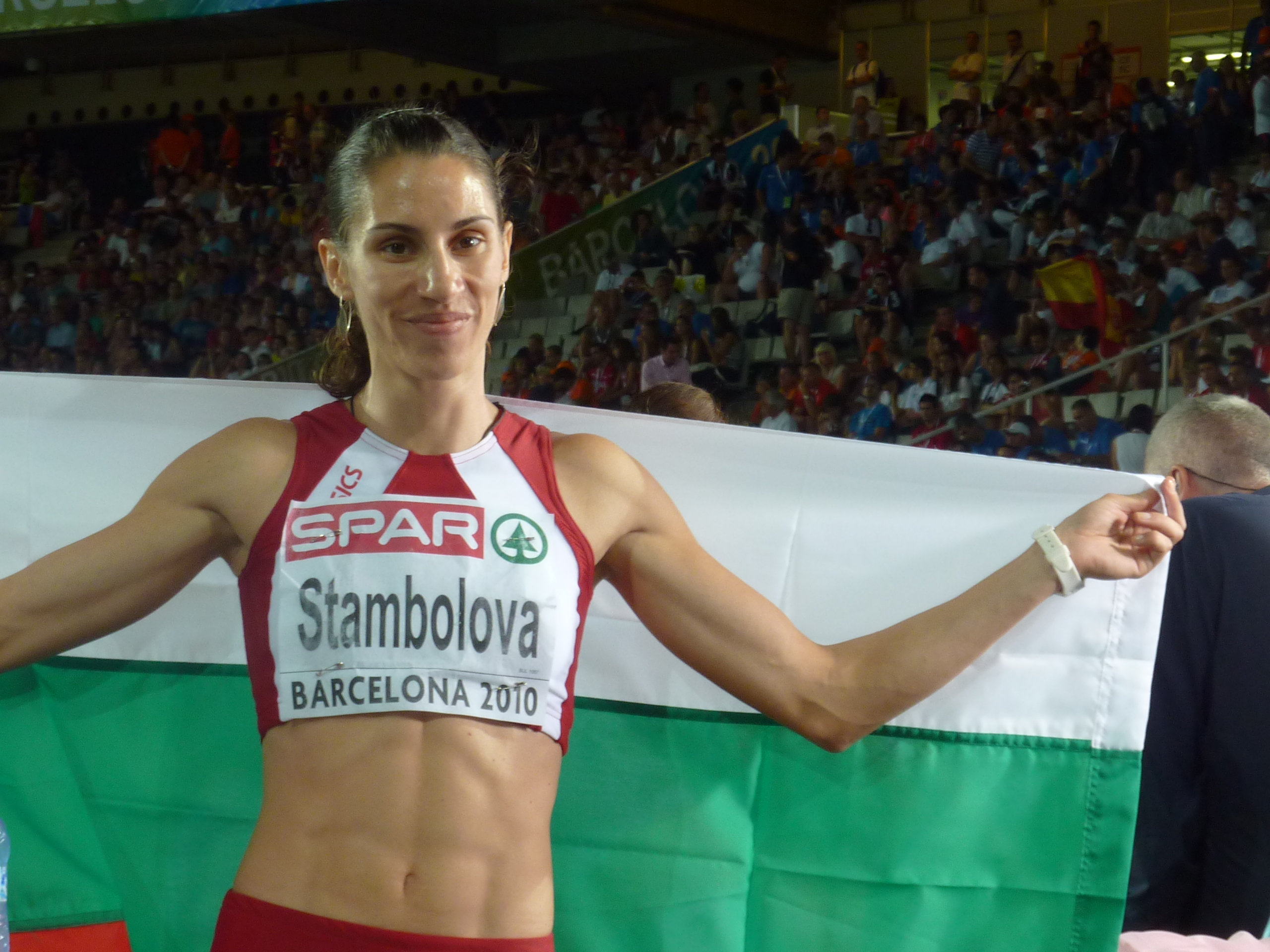
Wanja Stambolowa – hier als Vizeeuropameisterin von 2010 – schied als Fünfte ihres Vorlaufs aus

10. August 2005, 13:32 Uhr
| Platz | Name                           | Nation              | Zeit    |
| ----- | ------------------------------ | ------------------- | ------- |
| 1     | Tetjana Tereschtschuk-Antipowa | Ukraine             | 56,16 s |
| 2     | Huang Xiaoxiao                 | Volksrepublik China | 56,56 s |
| 3     | Monika Niederstätter           | Italien             | 57,18 s |
| 4     | Shauna Smith                   | USA                 | 58,33 s |
| 5     | Wanja Stambolowa               | Bulgarien           | 58,99 s |
| DNS   | Jewgenija Issakowa             | Russland            |         |
| DNS   | Nguyen Thi Nu                  | Vietnam             |         |

### Halbfinallauf 1

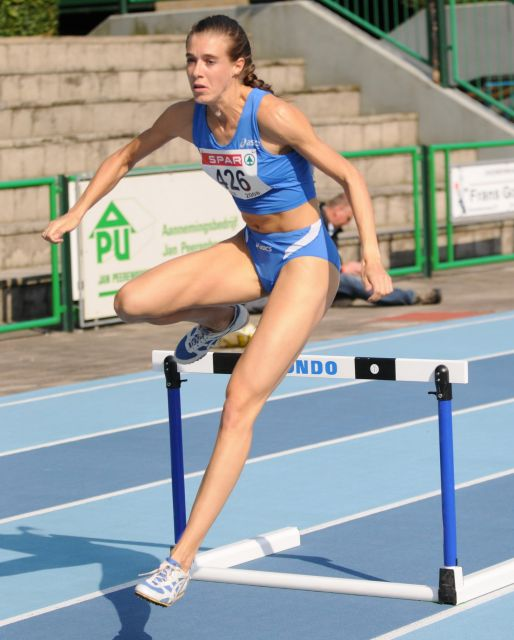
Marjolein de Jong – ihr sechster Platz im ersten Halbfinale reichte nicht zur Finalteilnahme

11. August 2005, 19:50 Uhr
| Platz | Name                           | Nation              | Zeit (s) |
| ----- | ------------------------------ | ------------------- | -------- |
| 1     | Anna Jesień                    | Polen               | 54,34    |
| 2     | Huang Xiaoxiao                 | Volksrepublik China | 54,34    |
| 3     | Andrea Blackett                | Barbados            | 54,79    |
| 4     | Tetjana Tereschtschuk-Antipowa | Ukraine             | 55,13    |
| 5     | Claudia Marx                   | Deutschland         | 55,64    |
| 6     | Marjolein de Jong              | Niederlande         | 55,99    |
| 7     | Shauna Smith                   | USA                 | 55,97    |
| 8     | Monika Niederstätter           | Italien             | 56,14    |

### Halbfinallauf 2

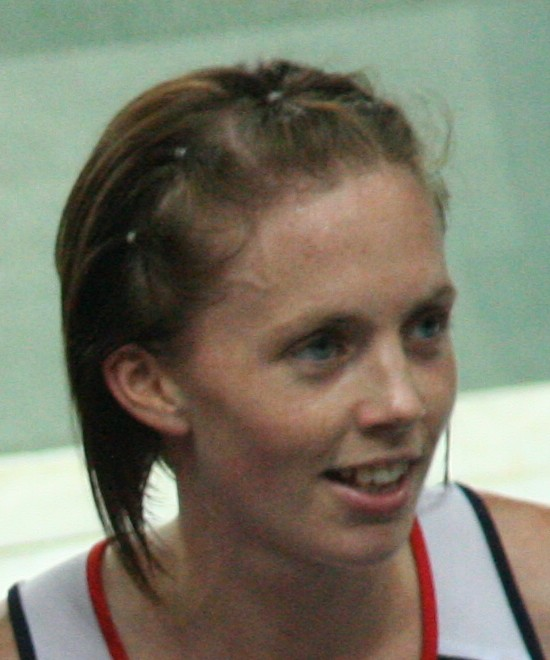
Nicola Sanders wurde in ihrem Halbfinalrennen disqualifiziert

11. August 2005, 19:59 Uhr
| Platz | Name                 | Nation         | Zeit (s)                                     |
| ----- | -------------------- | -------------- | -------------------------------------------- |
| 1     | Sandra Glover        | USA            | 54,16                                        |
| 2     | Małgorzata Pskit     | Polen          | 55,20                                        |
| 3     | Benedetta Ceccarelli | Italien        | 55,41                                        |
| 4     | Tawa Dortch          | Kanada         | 55,58                                        |
| 5     | Oksana Gulumjan      | Russland       | 56,12                                        |
| 6     | Shevon Stoddart      | Jamaika        | 56,49                                        |
| 7     | Hristína Hantzí-Neag | Griechenland   | 57,11                                        |
| DSQ   | Nicola Sanders       | Großbritannien | IAAF Rule 168.7 – Nichtüberquerung der Hürde |

### Halbfinallauf 3

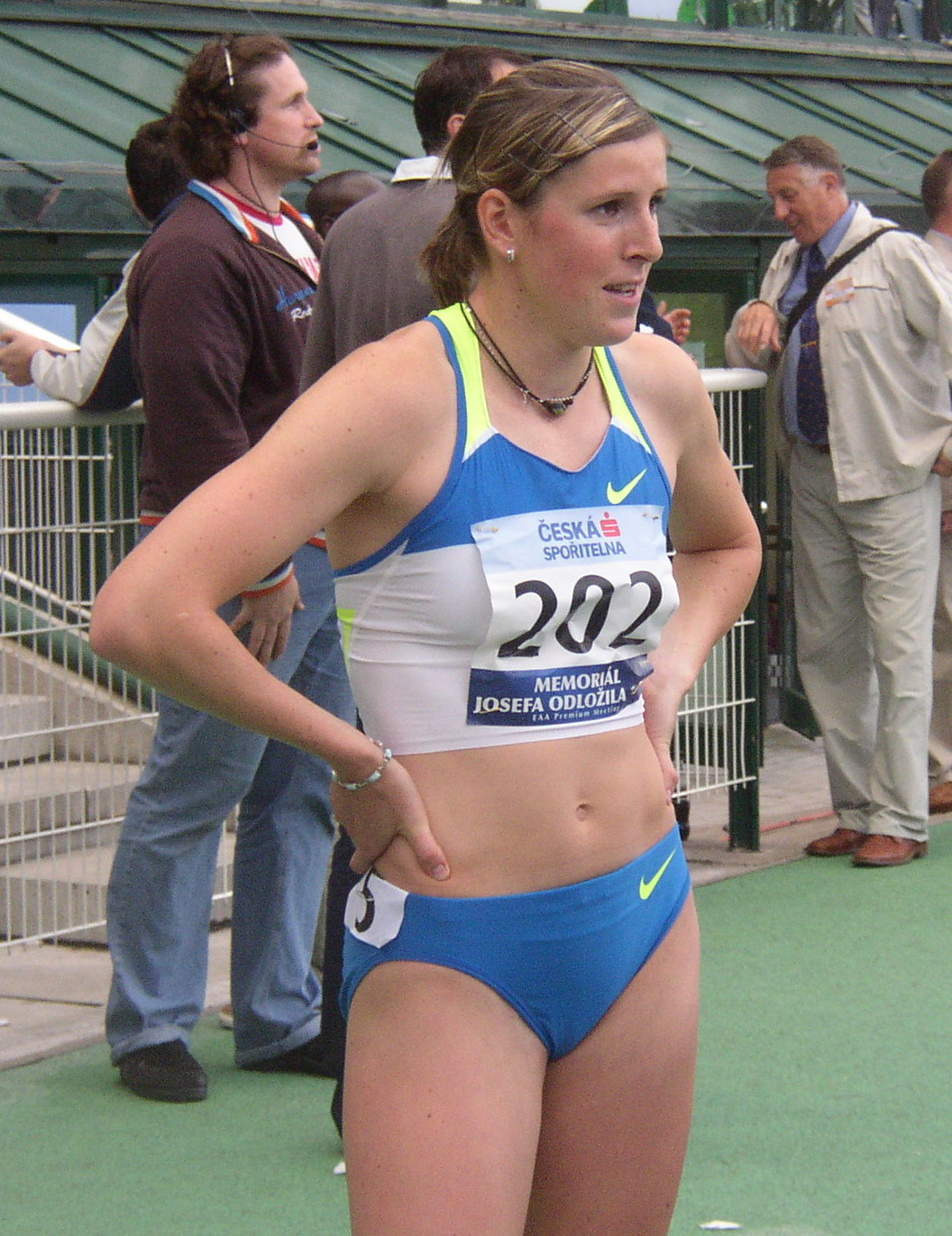
Die in den nächsten Jahren sehr erfolgreich Zuzana Hejnová scheiterte hier im Halbfinale

11. August 2005, 20:08 Uhr
| Platz | Name                | Nation     | Zeit (s)                                     |
| ----- | ------------------- | ---------- | -------------------------------------------- |
| 1     | Julija Petschonkina | Russland   | 53,86                                        |
| 2     | Lashinda Demus      | USA        | 55,00                                        |
| 3     | Surita Febbraio     | Südafrika  | 55,74                                        |
| 4     | Debbie-Ann Parris   | Jamaika    | 55,96                                        |
| 5     | Cora Olivero        | Spanien    | 56,47                                        |
| 6     | Marta Chrust-Rożej  | Polen      | 56,80                                        |
| 7     | Zuzana Hejnová      | Tschechien | 57,29                                        |
| DSQ   | Louise Gundert      | Schweden   | IAAF Rule 168.7 – Nichtüberquerung der Hürde |

## Finale

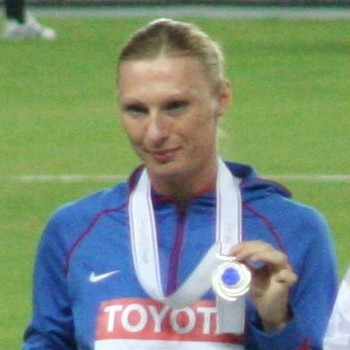
Weltmeisterin wurde die Weltrekordinhaberin Julija Petschonkina, 2001 Vizeweltmeisterin und 2003 WM-Dritte

13. August 2005, 19:05 Uhr
| Platz | Name                           | Nation              | Zeit (s) |
| ----- | ------------------------------ | ------------------- | -------- |
| 1     | Julija Petschonkina            | Russland            | 52,90 WL |
| 2     | Lashinda Demus                 | USA                 | 53,27    |
| 3     | Sandra Glover                  | USA                 | 53,32    |
| 4     | Anna Jesień                    | Polen               | 54,17    |
| 5     | Huang Xiaoxiao                 | Volksrepublik China | 54,57    |
| 6     | Andrea Blackett                | Barbados            | 55,06    |
| 7     | Tetjana Tereschtschuk-Antipowa | Ukraine             | 55,09    |
| 8     | Małgorzata Pskit               | Polen               | 55,58    |

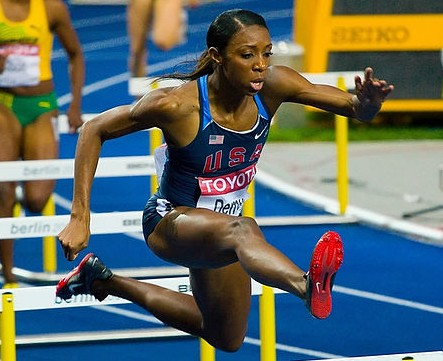
Vizeweltmeisterin Lashinda Demus
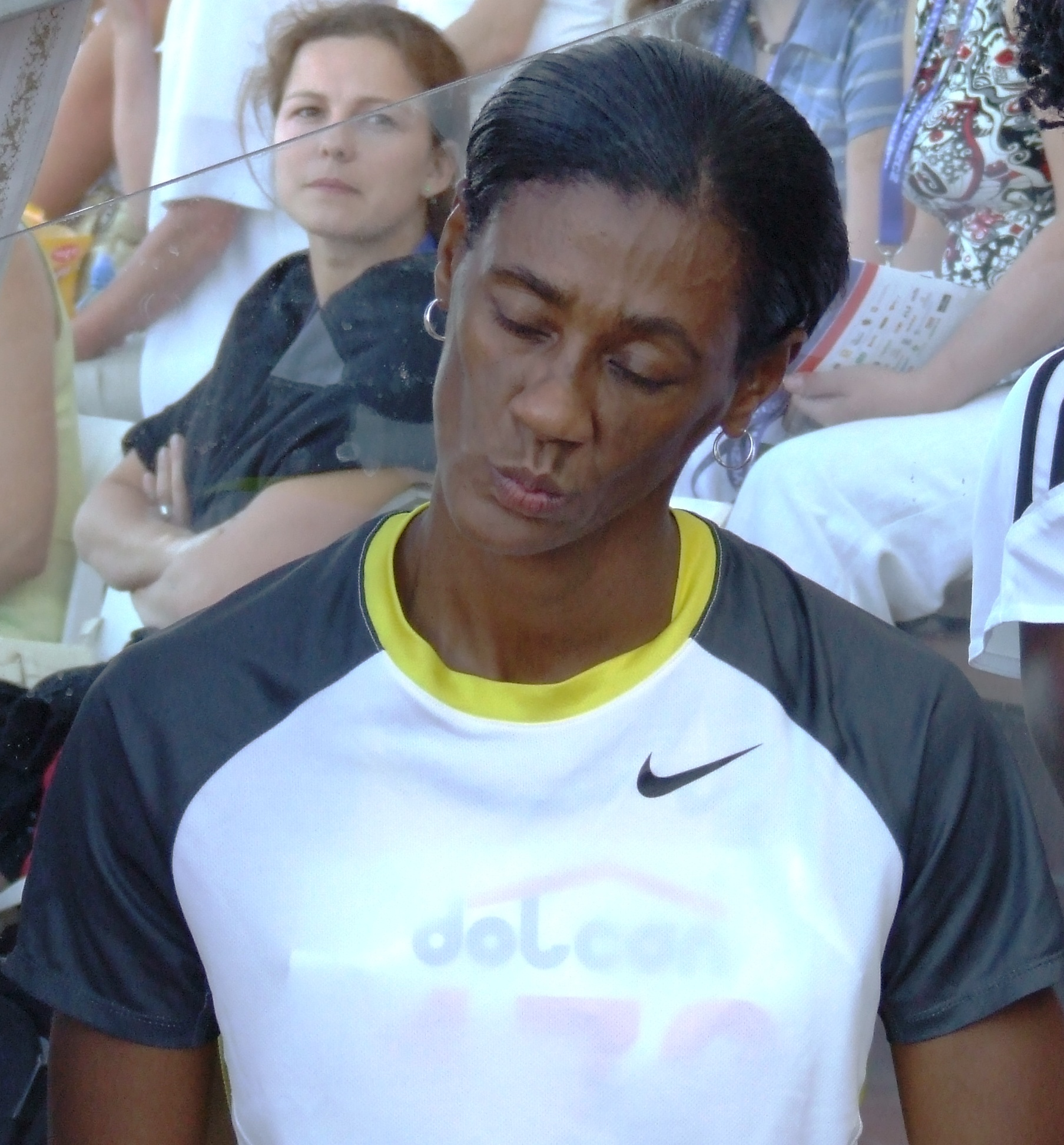
Bronzemedaillengewinnerin Sandra Glover – 2003 war sie Vizeweltmeisterin

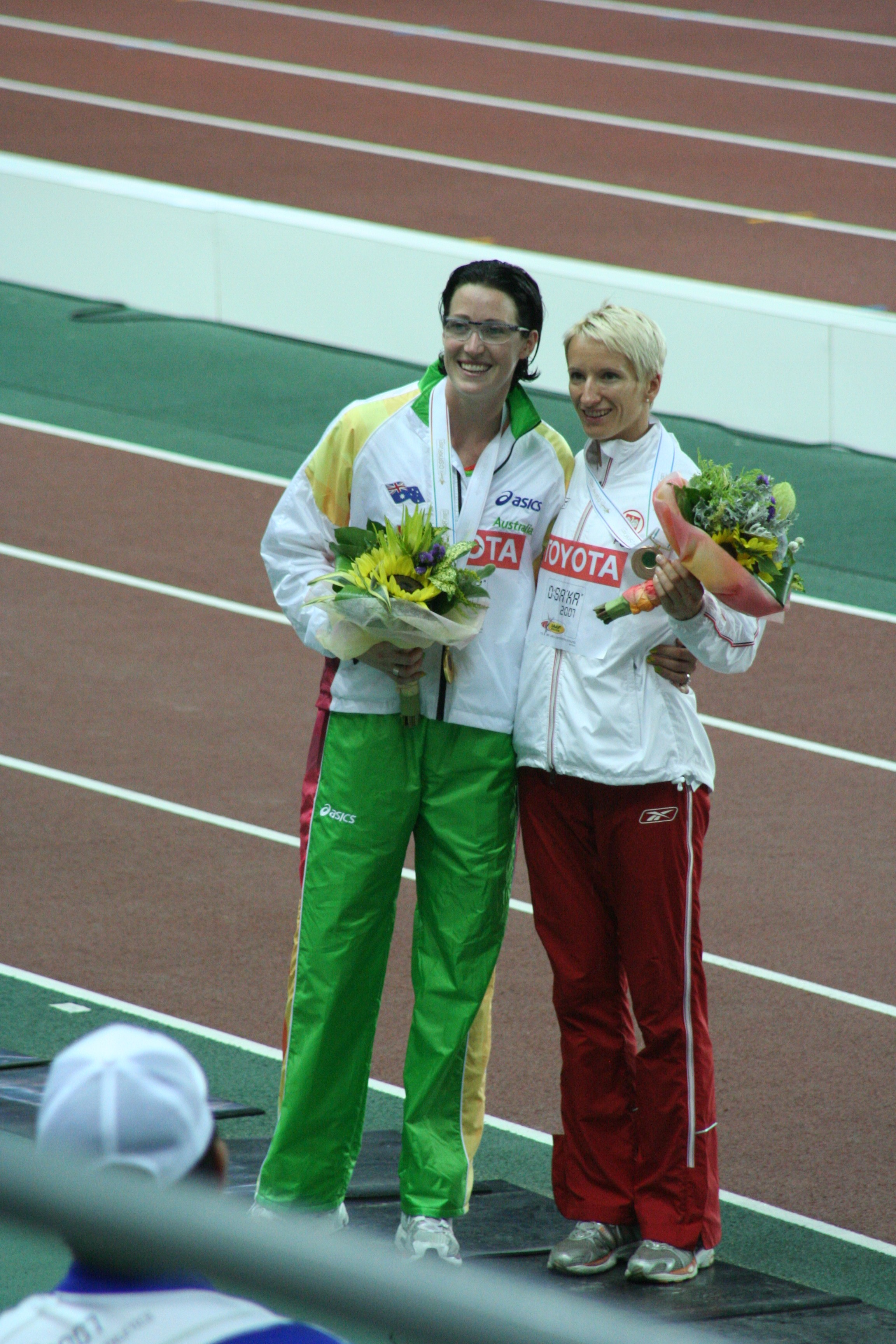
Anna Jesień (rechts) belegte Rang vier
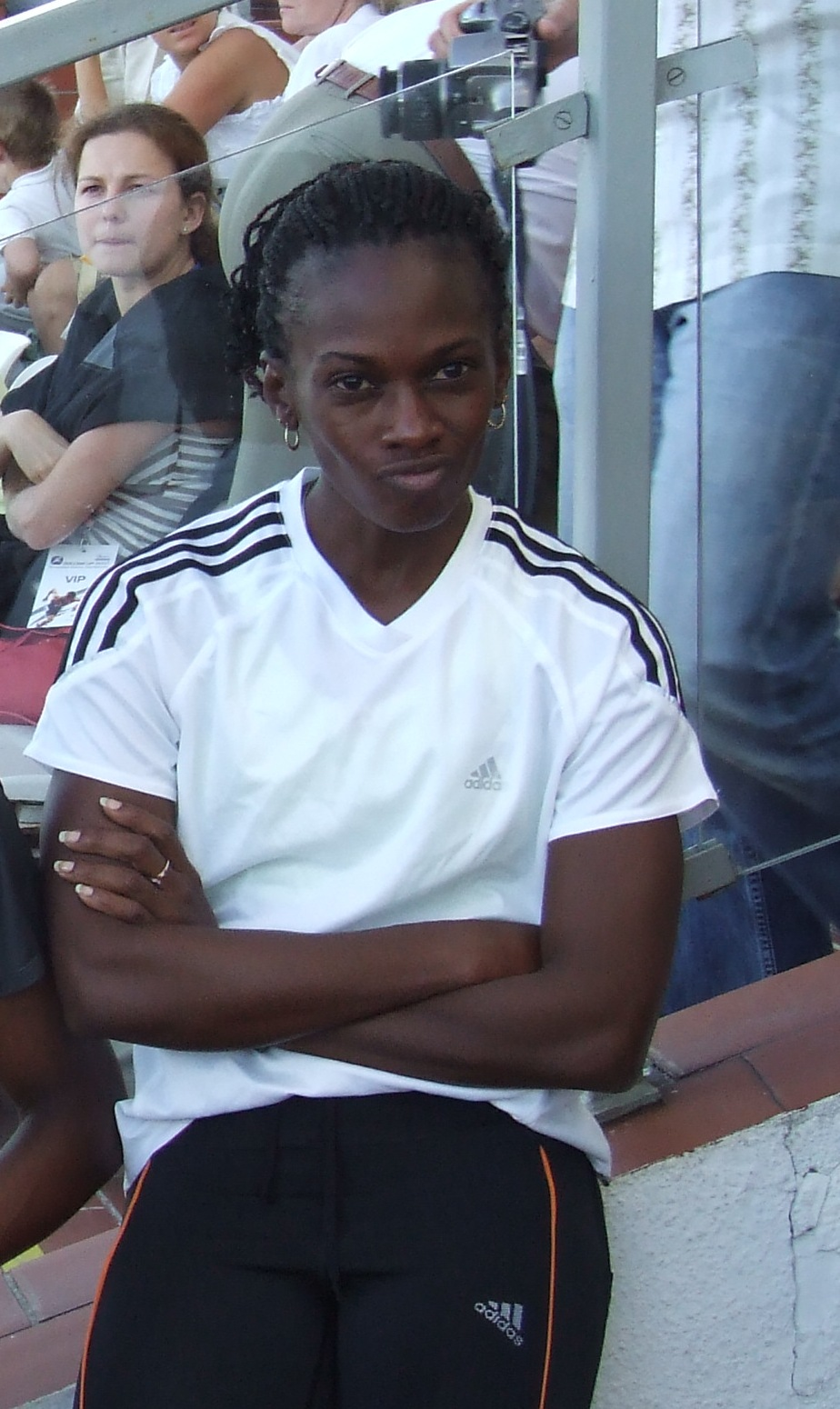
Die sechstplatzierte Andrea Blackett
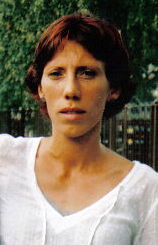
Rang acht für Małgorzata Pskit

## Video
- 2005 World Championship Women's 400m Hurdles, youtube.com, abgerufen am 8. Oktober 2020